# Curva de nível

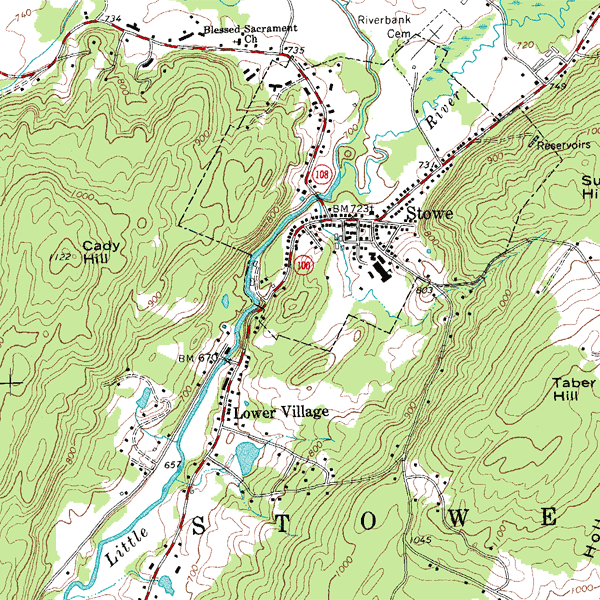
Exemplo de mapa topográfico com curvas de nível a representar o relevo.

Numa planta topográfica, uma curva de nível caracteriza-se como uma linha imaginária que une todos os pontos de igual altitude de uma região representada. É chamada de "curva" pois normalmente a linha que resulta do estudo das altitudes de um terreno são em geral manifestadas por curvas.
São associadas a valores de altitude em metros (m).
Portanto, a curva de nível serve para identificar e unir todos os pontos de igual altitude de um certo lugar.
Esta pode ser interpretada como um legume, se cortarmos em camadas, depois gradualmente desenharmos cada "camada" em uma folha de papel, poderemos interpretar o desenho como uma planta de altitudes de um lugar. Se repetirmos o acto várias vezes no mesmo papel poderemos unir os pontos de iguais altitudes formando uma curva de nível.
As curvas de nível indicam uma distância vertical acima, ou abaixo, de um plano de referência de nível. Começando no nível médio dos mares, que é a curva de nível zero, cada curva de nível tem um determinado valor. A distância vertical entre as curvas de nível é conhecida como equidistância, cujo valor é encontrado nas informações marginais da carta topográfica.

## Definição matemática
Matematicamente, dada uma função de duas variáveis {\displaystyle f:D\subseteq \mathbb {R} ^{2}\longrightarrow \mathbb {R} }, que faça corresponder a cada par ordenado {\displaystyle (x,y)} o valor real {\displaystyle f(x,y)}, de contra-domínio {\displaystyle D'_{f}}, define-se pela região:
{\displaystyle C_{k}=\{(x,y)\in D\subseteq {\mathbb {R} ^{2}}:f(x,y)=k\},\;\;k\in D'_{f}}
Ou seja, uma curva de nível é uma região constituída por todos os pontos de {\displaystyle f} com imagem {\displaystyle k}.